# Vassa
Vassa, também 'Pansa' ou 'Retiro das Chuvas', é o retiro anual de três meses realizado por monges budistas Theravada. Foi instituído originalmente pelo Buda como um período para intensificar a prática do dhamma. É marcado pelo calendário lunar e normalmente cai entre os meses de junho a outubro. Durante esses três meses os monges não podem se afastar de seu local de residencia. Esse período coincide com o período das monções na Ásia. Tradicionalmente o número de anos que um monge está ordenado é contado pelo número de Retiros das Chuvas que observou.
Leigos também podem usar do período do Vassa e intensificar sua prática, adotando preceitos a mais (cinco ou oito preceitos tradicionalmente) e intensificando sua prática de meditação.
Tradicionalmente ao fim do Vassa é seguido o festival do Kathina no qual são feitas oferendas aos templos e os monges.
No Budismo Mahayana não se encontra a prática do Vassa, entretanto outro períodos semelhantes de retiro de três meses podem ser encontrados variando da tradição e do local.